# Big Eyes
Big Eyes è un film del 2014 diretto da Tim Burton.
La pellicola, con protagonisti Amy Adams e Christoph Waltz, narra la vera storia di Margaret Keane, pittrice degli anni cinquanta e sessanta, e del marito Walter Keane, ritenuto per anni il vero autore delle opere della moglie che rivoluzionarono l'arte americana.
È il secondo film biografico diretto da Tim Burton dopo Ed Wood del 1994, sceneggiato dagli stessi autori di questa pellicola, Scott Alexander e Larry Karaszewski.

## Trama
(Margaret Keane)
Dick Nolan, giornalista all'interno di un giornale scandalistico, è il narratore di questa storia che parte col racconto di Margaret Ulbrich la quale nel 1958 decide di scappare dalla sua abitazione nel nord della California assieme alla figlia Jane per dirigersi a San Francisco, in quanto non riesce più a sostenere la sua relazione col marito Frank. Cerca lavoro in questa città ma, purtroppo, nonostante il suo grande talento come pittrice, le possibilità di trovare un'occupazione sono pochissime. Inizia a fare la decoratrice in una fabbrica di mobili e per arrotondare realizza ritratti per la strada. È lì che viene a conoscenza di un altro pittore di strada di nome Walter Keane, il quale cerca di abbordare Margaret, per la quale prova una forte attrazione.
Walter è un agente immobiliare e come hobby dipinge dei vicoli di Parigi, città nella quale afferma di aver vissuto a lungo e dove ha effettuato i suoi studi in una delle più importanti Università artistiche, mentre Margaret si fa notare per una caratteristica particolare che consiste nel dipingere soggetti femminili di tenera età, spesso corrispondenti alla figlia Jane, con occhi di dimensioni sproporzionate al resto del corpo per sottolineare che quella parte del corpo riesce a caratterizzare al meglio i soggetti delle tele. I due cominciano a conoscersi e Walter, dopo che l'ex marito di Margaret pretende che gli venga assegnata la figlia Jane, propone a Margaret di sposarlo. Anche se appare tutto molto affrettato, Margaret, affascinata dal carisma e dall'intraprendenza di Walter, decide di sposarlo.
I due si sposano nelle Hawaii e il primo periodo di nozze è felice e roseo. Walter è letteralmente affascinato dallo stile di pittura di Margaret e vorrebbe che i suoi quadri venissero esposti in importanti gallerie d'arte, le quali rifiutano ogni proposta a causa dell'affermarsi dell'arte astratta. Durante una serata in un famoso locale della zona Walter chiede al proprietario Enrico Banducci di poter esporre i suoi quadri e quelli della moglie. Banducci glielo concede, dedicandogli però solo il corridoio diretto verso i bagni del locale, scatenando le ire di Walter, il quale discute in maniera accesa con Banducci scaraventandogli addirittura uno dei quadri di sua moglie in testa.
L'avvenimento suscita grande scalpore, e il giornalista Dick Nolan si interessa della storia. La gente incuriosita si reca con molta più frequenza all'interno del locale per ammirare le opere esposte. Walter nota che la maggior parte delle attenzioni del pubblico sono rivolte verso i dipinti di Margaret, e quindi, approfittando del fatto che molti quadri di Margaret sono stati firmati col cognome acquisito "Keane", decide di appropriarsi fraudolentemente della paternità di queste opere, affermando di essere lui il vero autore. Questo perché, grazie alla sua spigliatezza, ha una capacità notevole di concludere affari importanti. Margaret scopre lo stratagemma di Walter e, nonostante sia enormemente delusa e tenti di opporsi, accetta questa situazione, poiché il guadagno economico risulta costante e inarrestabile. Ormai le opere di Margaret, attribuite a Walter, sono famosissime, e il marito le spinge privilegiandone il lato commerciale, giungendo al punto in cui ne vengono addirittura vendute delle copie nei supermercati.
Nel frattempo la relazione tra Margaret e Walter è sempre più in crisi e Margaret non riesce più ad accettare questa drammatica situazione, e in seguito ad un alterco in cui il marito minaccia di dar fuoco all'atelier e ai quadri, lei fugge con la figlia alle Hawaii. Ribellarsi alla sete di guadagno e di successo e alla malvagità di Walter però non è facile e, per farlo, Margaret deve trovare in sé stessa una grande forza interiore mai avuta sino ad ora. Inoltre Margaret, a seguito della conoscenza di alcuni Testimoni di Geova e sollecitata dalla fondamentale importanza di condurre una vita eticamente corretta, scopre che le bugie di Walter riguardano anche molti aspetti della sua vita raccontati alla moglie: con ogni probabilità, egli non solo non è mai stato a Parigi a studiare arte, ma anche le scene di strada che avrebbe dipinto in precedenza sarebbero di altra mano.
Infine Walter e Margaret, su richiesta della donna, si recano presso il tribunale delle Hawaii dove lui, rimasto senza assistenza legale, tenta goffamente di difendersi da solo millantando il proprio inesistente talento, e cercando di far passare Margaret per pazza. Dopo essersi sottoposti a una prova, consistente nel dover dipingere davanti alla corte del tribunale, viene riconosciuta la paternità delle opere dagli "occhi grandi" alla donna. Una didascalia finale (in cui la vera Margaret posa con Amy Adams che la interpreta nel film) ci informa che si è risposata, è tornata a San Francisco ed è ancora in piena attività artistica; Walter invece è morto nel 2000, pieno di rancori e senza mai aver più dipinto in vita sua.

## Produzione
Inizialmente il film doveva essere diretto dal duo Scott Alexander-Larry Karaszewski e prodotto da Tim Burton, con protagonisti Reese Witherspoon e Ryan Reynolds. Successivamente però il film viene affidato alla regia di Burton, mentre Scott Alexander e Larry Karaszewski passano alla sceneggiatura.
Il budget del film è stato di circa 10 milioni di dollari; le riprese sono iniziate nel luglio 2013 e si sono svolte tra Canada, Stati Uniti d'America e Regno Unito.
Il regista, in accordo col direttore della fotografia Bruno Delbonnel, decise di riprendere il film su pellicola 35 mm, ma dopo la chiusura del laboratorio Vancouver Deluxe ed una restrizione di budget, è stato costretto a girare in digitale.

### Cast
Inizialmente i protagonisti scelti per i ruoli principali erano Kate Hudson e Thomas Haden Church, successivamente rimpiazzati da Reese Witherspoon e Ryan Reynolds, i quali, dopo un anno di sviluppo del progetto, abbandonarono il cast ed i ruoli sono andati poi ad Amy Adams e Christoph Waltz.

## Distribuzione
Il primo trailer del film viene diffuso dalla Weinstein Company il 18 settembre 2014.
La pellicola è stata distribuita nelle sale cinematografiche statunitensi a partire dal 25 dicembre 2014, mentre in Italia è arrivata il 1º gennaio 2015 con Lucky Red.

### Divieto
Il film viene vietato, negli Stati Uniti d'America, ai minori di 13 anni non accompagnati da un adulto per la presenza di "tematiche e linguaggio non adatto".

## Riconoscimenti
- 2014 - Critics' Choice Movie Award
  - Candidatura per la miglior canzone originale a Lana Del Rey (Big Eyes)
- 2015 - British Academy Film Awards
  - Candidatura per la migliore attrice protagonista a Amy Adams
  - Candidatura per la migliore scenografia a Rick Heinrichs e Shane Vieau
- 2015 - Independent Spirit Awards
  - Candidatura per la miglior sceneggiatura a Scott Alexander e Larry Karaszewski
- 2015 - Golden Globe
  - Migliore attrice in un film commedia o musicale a Amy Adams
  - Candidatura per il miglior attore in un film commedia o musicale a Christoph Waltz
  - Candidatura per la migliore canzone originale a Lana Del Rey (Big Eyes)